# سایکو تاکاهاشی
سایکو تاکاهاشی (انگلیسی: Saiko Takahashi؛ زادهٔ ۱۱ آوریل ۱۹۷۶) بازیکن فوتبال اهل ژاپن است که در تیم ملی فوتبال زنان ژاپن بازی کرده‌است.